# Hamburg-Volksdorf
Hamburg-Volksdorf ist ein Stadtteil im Nordosten der Freien und Hansestadt Hamburg, der zum Bezirk Wandsbek gehört. Der Stadtteil ist überwiegend mit Einfamilienhäusern bebaut und weist viele parkähnliche Erholungsflächen auf.

## Geografie
Volksdorf grenzt östlich an die Stadt Ahrensburg und nordöstlich an die Gemeinde Ammersbek, welche beide zum Kreis Stormarn und zu Schleswig-Holstein gehören. Nordwestlich schließt Volksdorf an Bergstedt an, westlich an den Stadtteil Sasel und südwestlich an den Stadtteil Farmsen-Berne. Abgegrenzt durch den Volksdorfer Wald mit dem Mellenberg als höchste Erhebung Volksdorfs, schließt südlich Meiendorf, ein Ortsteil des Stadtteils Rahlstedt, an. Nördlich der Moorbek liegt auf schleswig-holsteinischem Gebiet die Exklave „Volksdorfer Buschwiese“. (Lage)

## Geschichte

Die elektrische Kleinbahn 1904

Volksdorf 1905

Die Gegend war – wie das benachbarte Meiendorf – bereits in der Steinzeit besiedelt. Das belegen gefundene Feuersteinbeile, Schaber und Pfeilspitzen aus dieser Zeit. Die Gegend bestand seinerzeit aus Tundrasteppe. Auch aus der späteren Bronzezeit gab es reichlich Funde, namentlich einen der größten Schatzfunde Hamburgs. Bei den Ausschachtarbeiten für die Kleinbahnstrecke am Anfang des 20. Jahrhunderts sind Halsringe, Armspiralen und ein Hängebecken freigelegt worden, die in der Vorgeschichte vermutlich aus kultischen Gründen versenkt worden waren.
Die Bezeichnung Volksdorf stammt von Volcwardesdorpe ab und wird auf den Dorfgründer Volkward zurückgeführt. Die erste urkundliche Erwähnung im Mittelalter erfolgte 1296. Volksdorf gehörte ursprünglich zu Stormarn, seine Einnahmen gingen jedoch an das Kloster Harvestehude. 1437 verpfändete der damalige Grundherr Volksdorf zusammen mit anderen Dörfern an Hamburg, das Pfand wurde jedoch niemals ausgelöst. Volksdorf wurde somit eines der Hamburger Walddörfer. Einem als Verwalter eingesetzten Waldherren waren die Bauern zu Hand- und Spanndiensten verpflichtet. Im 16. Jahrhundert vergrößerte sich Volksdorf um die nachbarlichen Fluren des Herkenkrugs sowie um die Felder des Dorfes Lottbek.
1830 kam es zu einer tief greifenden Verwaltungsreform, bei der Volksdorf in die neu geschaffene Landherrenschaft der Geestlande eingegliedert worden ist. Zu diesem Zeitpunkt gab es rund 400 Einwohner in Volksdorf. Ab 1867 pachtete dann der Hamburger Kaufmann Heinrich Ohlendorff die Volksdorfer Jagdrechte. Er erwarb mehrere Hufen, errichtete ein Landhaus und führte einen modernen landwirtschaftlichen Großbetrieb. Er trieb die Verkehrserschließung Volksdorfs voran und so wurde die Kleinbahn von Altrahlstedt nach Volksdorf 1904 in Betrieb genommen. Auch initiierte Ohlendorff die Anlage eines Parks nach englischem Vorbild;  Ohlendorffs Park.
Ab etwa 1900 wurden in Volksdorf von vermögenden Hamburgern Villen im Landhausstil erbaut, Heinrich Ohlendorff dachte jedoch schon weiter und bat im September 1904 den Landherrn der Geestlande um die Erstellung eines Bebauungsplans. Nach einem ersten Entwurf 1906 dauerte es bis 1913, bis der erste Bebauungsplan verabschiedet wurde.
Die Anbindung Volksdorfs an die Walddörferbahn erfolgte ab 1912 mit der Erwartung, neue Siedlungsflächen zu schaffen. Mit der Fertigstellung 1920 führte die Walddörferbahn direkt nach Barmbek an das Hamburger U-Bahn-Netz und machte Volksdorf als Wohnort für andere Hamburger attraktiv.
Eines der ersten Projekte war die Siedlung Wensenbalken. Auch andere Teile Volksdorfs wurden parzelliert (Grundstücksgröße 1.000–1.200 m²) und bebaut. Die Bevölkerung Volksdorfs wuchs von knapp 1.000 im Jahr 1910 auf fast 3.500 im Jahr 1929. 1939 hatte Volksdorf mehr als 6.500 Bewohner und durch Flüchtlinge infolge des Hamburger Feuersturms verdoppelte sich diese Zahl bis 1946 fast.
Weitere Neubaugebiete kamen ab 1948 dazu. Wurden bis dahin fast ausschließlich Einzel- bzw. Doppelhäuser gebaut, änderte sich das. In der Folge wurden vermehrt Reihenhaussiedlungen gebaut und ab 1972 auch höhere Wohnblocks. 1993 lag die Einwohnerzahl bei über 17.000.
1949/1951 entstand im Rahmen der Neuordnung der Hamburger Verwaltung der Ortsamtsbereich Walddörfer im Bezirk Wandsbek, der bis 2007 bestand.

## Statistik
- Anteil der unter 18-Jährigen: 19,1 % [Hamburger Durchschnitt: 16,8 % (2023)][5]
- Anteil der Haushalte mit Kindern: 22,4 % [Hamburger Durchschnitt: 17,8 % (2023)][5]
- Anteil der über 64-Jährigen: 27,6 % [Hamburger Durchschnitt: 17,8 % (2023)][5]
- Ausländeranteil: 8,4 % [Hamburger Durchschnitt: 20,7 % (2023)][5]
- Anteil von Leistungsempfängern nach SGB II: 4,2 % [Hamburger Durchschnitt: 10,0 % (2023)][5]
- Arbeitslosenquote: 3,1 % [Hamburger Durchschnitt: 6,2 % (2023)][5]

Volksdorf zählt zu den wohlhabenden Hamburger Stadtteilen. Die durchschnittlichen jährlichen Einkünfte pro Steuerpflichtigen betrugen hier im Jahre 2020 etwa 75.263 Euro und sind deutlich höher als der Hamburger Durchschnitt (48.035 Euro).
In der Straße Immenschuur in Hamburg-Volksdorf unterhält die Republik Sierra Leone ein Honorarkonsulat.

## Religionen
In Volksdorf gibt es zwei lutherische Kirchen in einer Gemeinde: die Kirche am Rockenhof und die Kirche St. Gabriel. Das Gemeindezentrum St. Johannes musste 2002 wegen Geldmangels geschlossen werden. Die katholische Kirche ist mit der Heilig-Kreuz-Kirche der Pfarrei „Sel. Johannes Prassek“ vertreten. Des Weiteren gibt es als Freikirche die Gemeinde Hamburg-Volksdorf im Vörn Barkholt sowie die Lukaskirche der Christengemeinschaft nördlich der Katholischen Gemeinde und eine Neuapostolische Kirche im Eulenkrugpfad.

## Politik
Für die Wahl zur Hamburgischen Bürgerschaft gehört Volksdorf zum Wahlkreis Alstertal – Walddörfer. Die Bürgerschaftswahlen 2025, 2020, 2015, 2011, 2008, 2004 und 2001 führten zu folgendem Ergebnissen:
| Bürgerschafts- wahl | Volksdorf | Volksdorf | Volksdorf | Volksdorf | Volksdorf | Volksdorf | Volksdorf |
| Bürgerschafts- wahl | SPD       | CDU       | Grüne 1)  | Linke 2)  | AfD       | FDP       | Übrige    |
| ------------------- | --------- | --------- | --------- | --------- | --------- | --------- | --------- |
| 2025                | 33,8 %    | 28,4 %    | 20,2 %    | 05,3 %    | 04,7 %    | 02,6 %    | 05,0 %    |
| 2020                | 38,3 %    | 12,6 %    | 28,5 %    | 05,5 %    | 04,0 %    | 07,2 %    | 03,9 %    |
| 2015                | 43,7 %    | 17,3 %    | 14,3 %    | 06,0 %    | 05,1 %    | 10,7 %    | 02,9 %    |
| 2011                | 43,6 %    | 23,3 %    | 15,4 %    | 04,0 %    | –         | 09,8 %    | 03,9 %    |
| 2008                | 28,7 %    | 46,7 %    | 13,2 %    | 03,8 %    | –         | 06,5 %    | 01,2 %    |
| 2004                | 24,9 %    | 50,4 %    | 16,5 %    | –         | –         | 04,3 %    | 03,9 %    |
| 2001                | 31,2 %    | 30,8 %    | 11,2 %    | 00,2 %    | –         | 09,1 %    | 17,5 % 3) |

Bei Bezirksversammlungswahlen gehört der Stadtteil zum Wahlkreis Lemsahl-Mellingstedt, Duvenstedt, Wohldorf-Ohlstedt, Bergstedt, Volksdorf. Bei der Bundestagswahl ist Volksdorf dem Bundestagswahlkreis Hamburg-Wandsbek zugeordnet.
Die letzten Bezirksversammlungswahlen führten zu folgenden Ergebnissen:
|                 | BV-Wahlen 2024 | BV-Wahlen 2019 | BV-Wahlen 2014 |
| --------------- | -------------- | -------------- | -------------- |
| CDU             | 29,7 %         | 25,0 %         | 29,1 %         |
| Grüne           | 27,0 %         | 33,7 %         | 21,4 %         |
| SPD             | 24,4 %         | 21,4 %         | 32,0 %         |
| FDP             | 8,6 %          | 8,2 %          | 5,0 %          |
| AfD             | 5,4 %          | 4,5 %          | 4,3 %          |
| Linke           | 5,0 %          | 5,6 %          | 6,2 %          |
| Übrige          |                | 1,5 %          | 1,9 %          |
| Wahlbeteiligung | 78,6 %         | 75,2 %         | 61,0 %         |

## Kultur und Sehenswürdigkeiten
Das Bürgerhaus Koralle mit dem Programmkino „Koralle Kino“ mit drei Kinosälen, zwei (Musik-)Kneipen und einem Internetcafé ist das Zentrum des kulturellen Lebens in Volksdorf.
In dem Museumsdorf Volksdorf (gegründet 1962) sind historische Bauern- und Wirtschaftshäuser zu sehen. Vier- bis fünfmal jährlich werden Gewerketage veranstaltet, an denen frühere Handwerkstechniken und das ländliche Leben in vergangener Zeit zu sehen sind. Nebenan wurde 1989/90 die ehemalige Volksdorfer Schulkate von 1752 wieder aufgebaut. Sie diente von 1830 bis 1983 als Wohnhaus. Heute ist sie ein kleines Kulturzentrum mit verpachteter Gastronomie im Erdgeschoss.
Der Verein Konzerte junger Künstler im Spiekerhus e. V. (gegr. 1975) veranstaltet im Museumsdorf jährlich sechs Konzerte mit Kammermusik.
Der Verein Kulturkreis Walddörfer e. V. wurde 1978 gegründet, um den Bewohnern von Volksdorf und Umgebung den Besuch von mehr kulturellen Veranstaltungen in ihrem Wohnumfeld zu ermöglichen. Der ehrenamtlich geleitete Verein hat rund 450 Mitglieder und bietet überwiegend in der Ohlendorff'schen Villa jährlich etwa 20 Veranstaltungen (Theater, Konzerte, Lesungen, Vorträge, Kabarett, Kleinkunst, Stadtführungen) an. Der Verein hat sich auch erfolgreich bemüht, die Ohlendorff’sche Villa (denkmalgeschützter Bau von 1928 für Hans von Ohlendorff, Architekt Erich Elingius) als Stätte für kulturelle Veranstaltungen zu erhalten. Nach einem erfolgreichen Bürgerbegehren im Jahr 2008 konnte – nach langen Verhandlungen – der Bau 2013/2014 umfangreich saniert und renoviert werden. Am 30. August 2014 übergab die Hamburger Kultursenatorin Barbara Kisseler das Gebäude der neu gegründeten Stiftung Ohlendorff'sche Villa zur öffentlichen Nutzung für kulturelle Zwecke.
Der „Bürgerverein Walddörfer“ organisiert Bürgerengagement für kommunale Themen und vermittelt zwischen Behörden und Anliegen der Stadtteilbewohner.
Der Verein „Pfadfinder & Pfadfinderinnenbund Nordlicht e. V.“ betreibt seit über 40 Jahren Naturschutzangebote für Kinder und Jugendliche im Wulfsdorfer Weg durch Erhaltungsmaßnahmen der Volksdorfer Aue.
In den Kirchen St. Gabriel und am Rockenhof finden fast wöchentlich Konzerte statt.
Jedes Jahr findet am ersten Septemberwochenende das Volksdorfer Stadtteilfest statt mit einem Feuerwerk und einem Radrennen.
Im Zentrum Volksdorfs befindet sich der Platz Weiße Rose mit dem Denkmal zu Ehren der Widerstandskämpfer der Weißen Rose (von Franz Reckert 1978), deren Gedenktafel 1993 um die Namen der Toten der Hamburger Weißen Rose ergänzt wurde.
Angrenzend an das Naturschutzgebiet Duvenwischen befindet sich in der Straße Langenwiesen Nr. 15 das „Künstlerhaus Maetzel“, 1924–1926 von Emil Maetzel für seine Familie errichtet. Nach jahrelangem Leerstand und unklarer Zukunft wurde 2021 zur Rettung von Wohngebäude und Atelier sowie des weitläufigen Gartengeländes die „Stiftung Kunst und Kultur – Künstlerhaus Maetzel“ ins Leben gerufen.

### Naturschutzgebiete

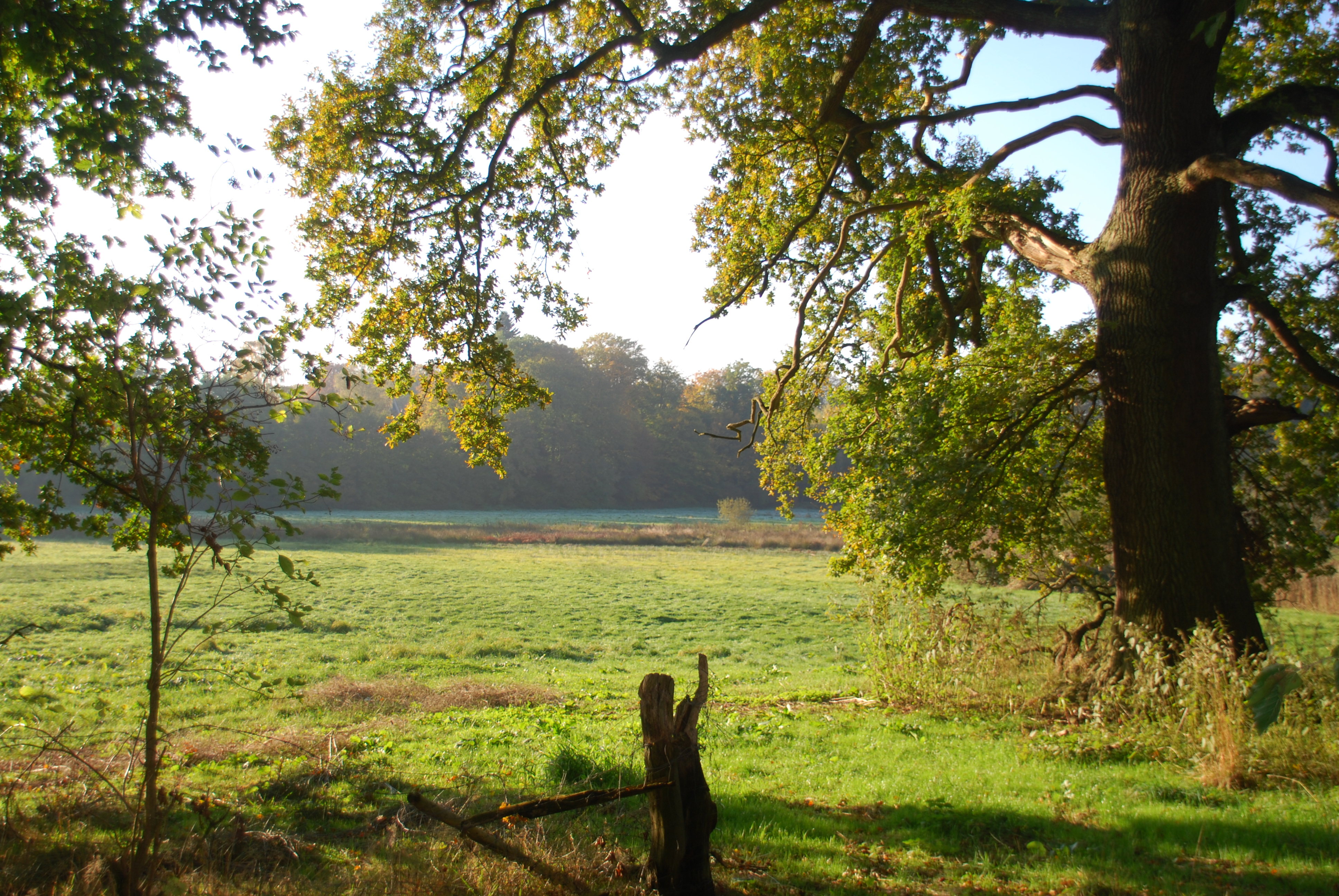
Naturschutzgebiet Volksdorfer Teichwiesen

In Volksdorf liegen zwei der 35 Hamburger Naturschutzgebiete. Das sind zum einen die von der Saselbek durchflossenen Volksdorfer Teichwiesen. Das gut erhaltene Tunneltal wurde 1993 unter Schutz gestellt und beherbergt bedrohte Arten. Seit April 2019 gibt es zusätzlich das Naturschutzgebiet Duvenwischen.

### Bauwerke und Sport
Grundlage für die Anlage des Schulzentrums Volksdorf war das Walddörfer-Gymnasium, erbaut 1927–1930 im klassischen Klinkerstil Fritz Schumachers in der Straße Im Allhorn.
Auf dem Gelände des Schulzentrums gibt es vier Sporthallen und das 2014 vollständig sanierte und mit Kunstrasen versehene Allhorn Stadion. Dieses Stadion ist die Spielstätte der Fußballabteilung des ortsansässigen Sportvereins, dem Walddörfer SV.
Die zum Ensemble des Museumsdorfes gehörende Räucherkate, die im Juli 2009 abbrannte und 2012 wiederaufgebaut wurde, wird als Veranstaltungsraum genutzt. Dort hat u. a. der Volksdorfer Schachklub seinen Sitz. Die Vermietung übernimmt wie schon früher der Ortsjugendring Volksdorf.
Der Stadtteil verfügt über das von der Bäderland Hamburg GmbH betriebene Parkbad, ein Hallenbad mit Kind- und Kleinkindbecken, beheiztem Außenbecken und Liegewiese.
Mitten in Volksdorf gibt es außerdem ein Karate-Dojo und eine Tanzschule sowie etwas außerhalb den Walddörfer THC.

## Wirtschaft und Infrastruktur

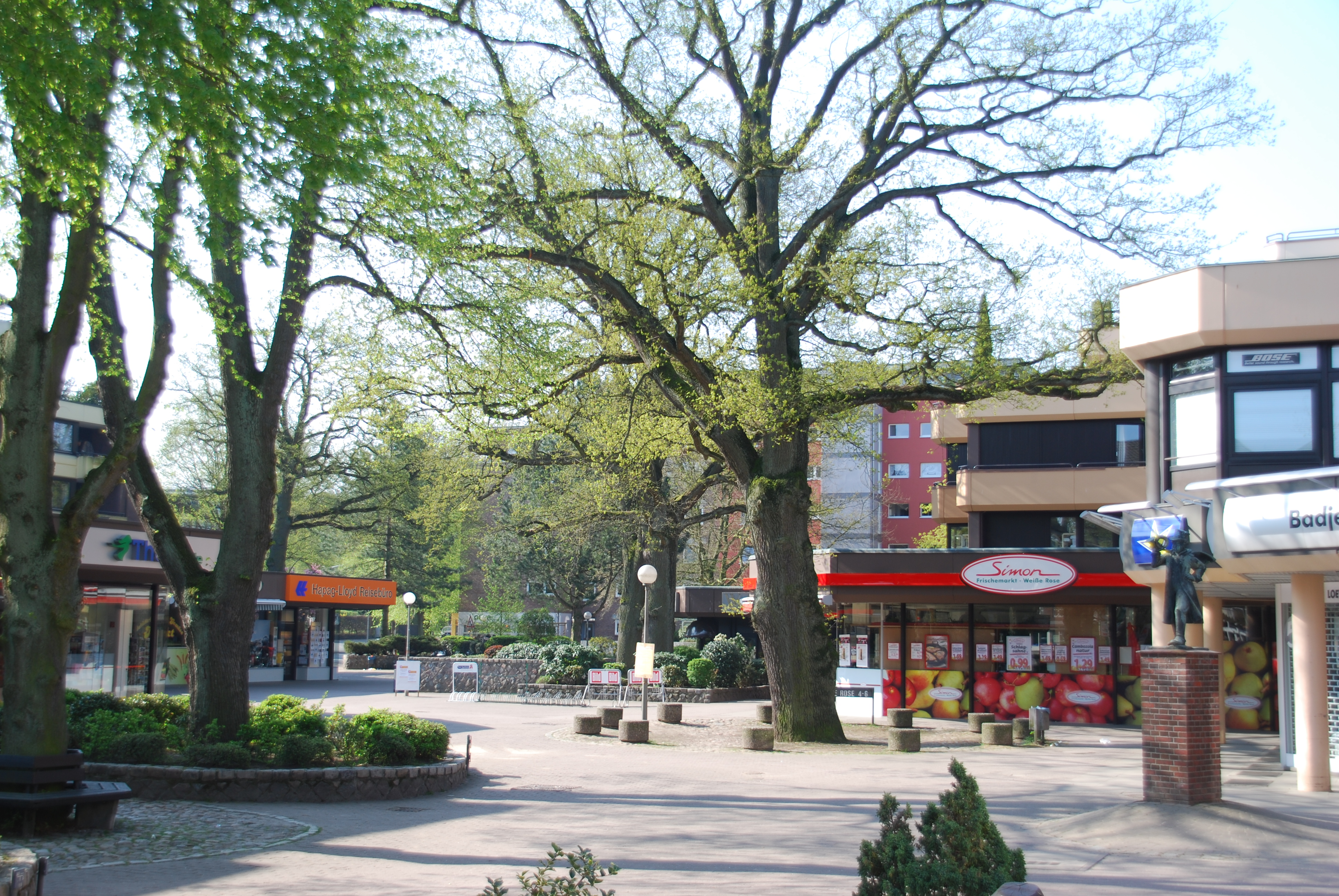
Der Platz „Weiße Rose“

Volksdorf ist maßgeblich von Wohngebieten geprägt. Rund um den Platz „Weiße Rose“ liegen in einer Fußgängerzone ein Supermarkt, Fachgeschäfte, Cafés und früher auch eine Postfiliale. An der Straßenkreuzung Wiesenhöfen/Eulenkrugstraße liegt das Geschäftshaus „Unser Viertel“ (ehemals „Eulenkrug-Passage“) mit 180 Tiefgaragenplätzen, in dem sich ein Supermarkt, Büros, mehrere Arztpraxen sowie seit Anfang 2018 eine große Zweigstelle der Hamburger Öffentlichen Bücherhallen befinden. Als Ersatz für das aus Kostengründen geschlossene Kundenzentrum des Bezirks Hamburg-Wandsbek am U-Bahnhof Volksdorf wird an zwei Tagen in der Woche in den Räumen der Bücherhalle ein mobiler Dienst mit den gleichen Dienstleistungen angeboten.
Mittwochs und samstags wird auf der Marktfläche am U-Bahnhof der Volksdorfer Wochenmarkt abgehalten. Er wird regelmäßig von etwa 100 Markthändlern beschickt und zieht Käufer nicht nur aus Volksdorf, sondern auch aus den benachbarten Stadtteilen an. An zwei Samstagen im Jahr wird der Wochenmarkt auf Grund von Floh- oder Jahrmärkten ins Ortszentrum verlegt.
Neben Dienstleistungsbetrieben, vor allem Arztpraxen, physio-therapeutische Praxen, Steuerberater, Rechtsanwälte etc. sind in Hamburg-Volksdorf eine Reihe an Handwerksbetrieben ansässig. Zudem ist in Hamburg-Volksdorf das „Amalie-Sieveking-Krankenhaus“ ansässig, zur Versorgung der Bevölkerung in den Walddörfern. Das Polizeikommissariat 35 unterhält in Volksdorf zudem eine polizeiliche Außenstelle.

### Verkehr
Verkehrsanbindungen bestehen durch die U-Bahn-Linie 1 der Hamburger Hochbahn AG. Außer der Haltestelle Volksdorf befinden sich drei weitere Haltestellen in Volksdorf: im Norden des Stadtteils Buckhorn, im Osten Buchenkamp und im Süden die Haltestelle Meiendorfer Weg. Außerdem ist der Stadtteil an drei Buslinien angebunden. Die ehemalige Bundesstraße 75 (dort als Meiendorfer Straße benannt) verbindet Volksdorf in Richtung Süden mit der Hamburger Innenstadt und in Richtung Norden mit Ahrensburg. Die Farmsener Landstraße verbindet Volksdorf ebenfalls mit der Innenstadt Hamburgs.

### Schulen
Im Stadtteil gibt es vier Grundschulen und drei weiterführende Schulen. Ersteres sind die westlich vom Ortskern gelegene Schule an den Teichwiesen, die zentrumsnahe Grundschule Ahrensburger Weg (erbaut 1997), die südöstlich vom Ortskern gelegene Grundschule Eulenkrugstraße und die nördlich vom Ortskern gelegene Grundschule Buckhorn. Die weiterführenden Schulen sind die Stadtteilschule Walddörfer, gegründet 1991 als Gesamtschule Walddörfer, das Gymnasium Buckhorn und das 1930 gegründete und von Fritz Schumacher entworfene und ursprünglich als Volksschule und Gymnasium geplante Walddörfer-Gymnasium.

## Bildergalerie

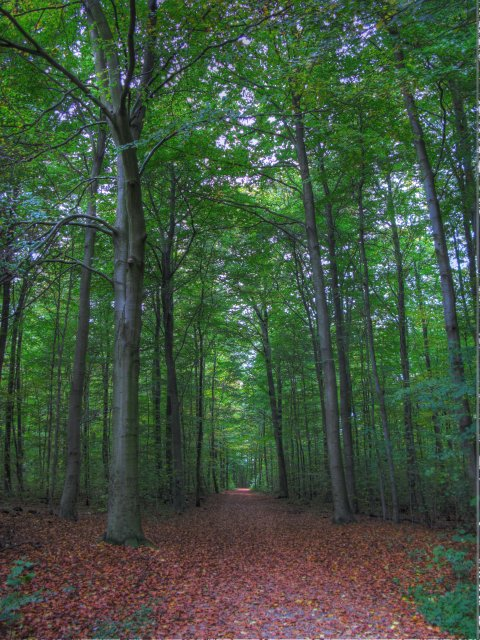
Naherholungsgebiet Volksdorfer Wald
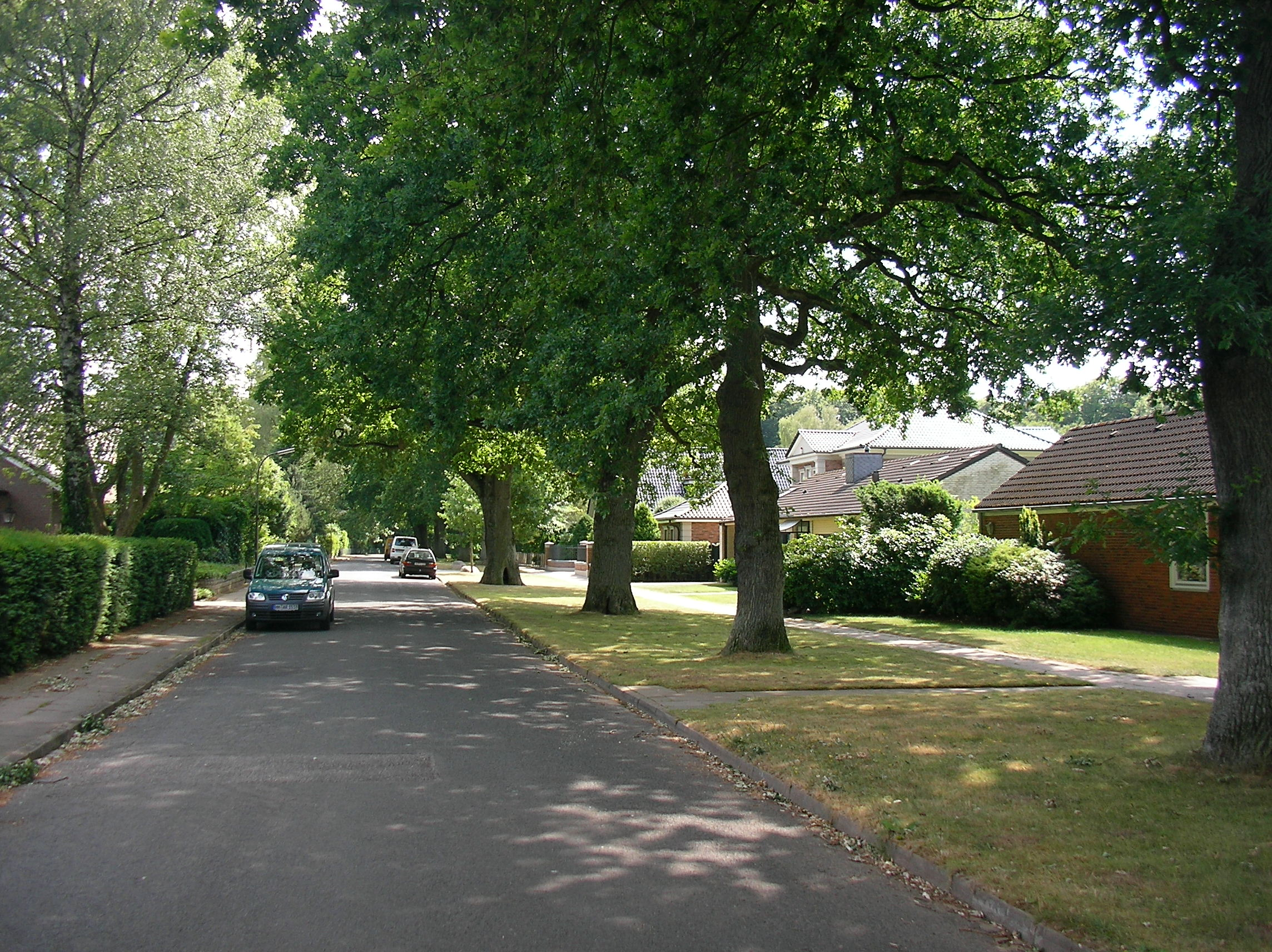
Wohngebiet im Süden am Volksdorfer Wald
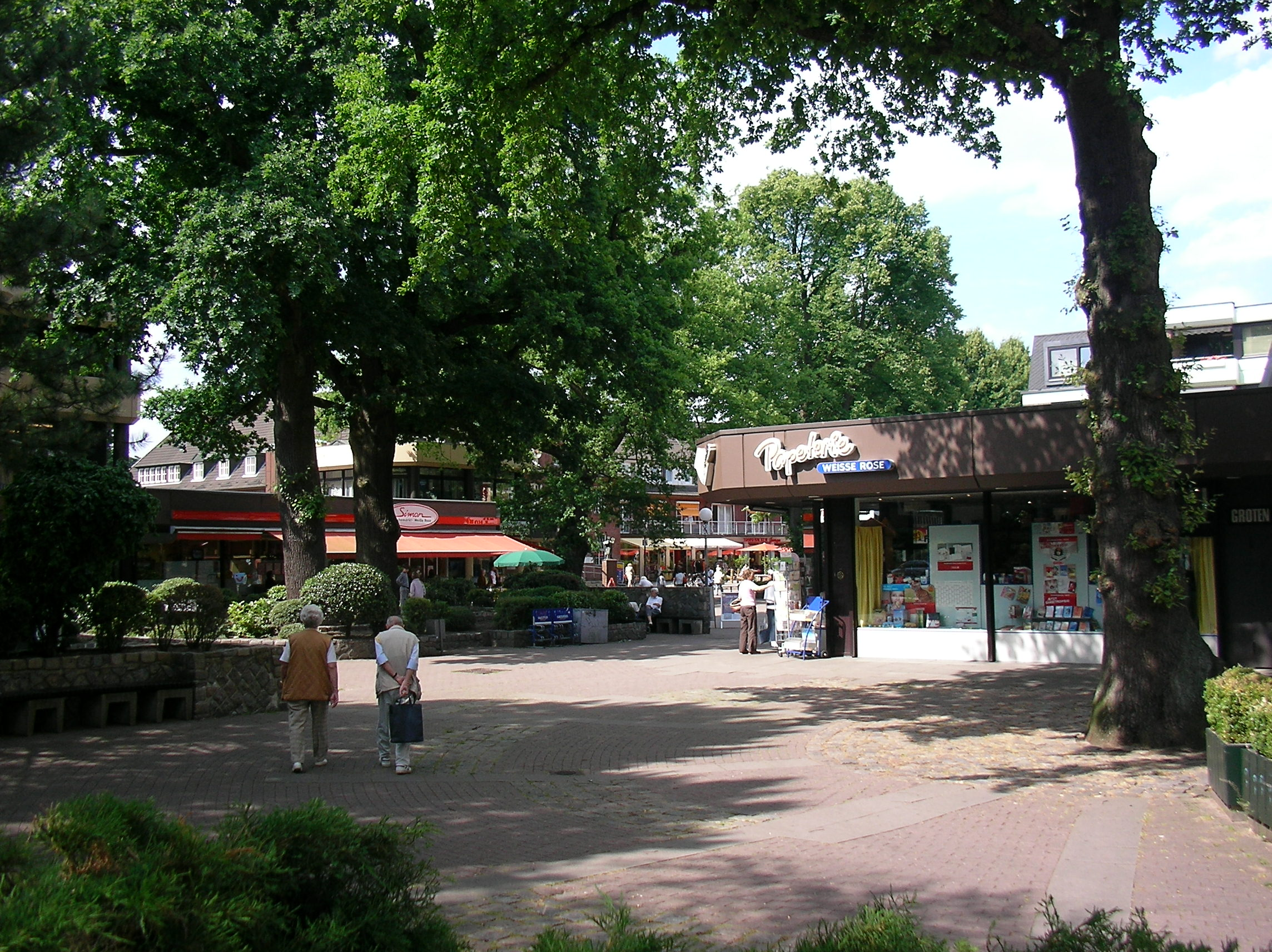
Fußgänger- und Einkaufszone Weiße Rose
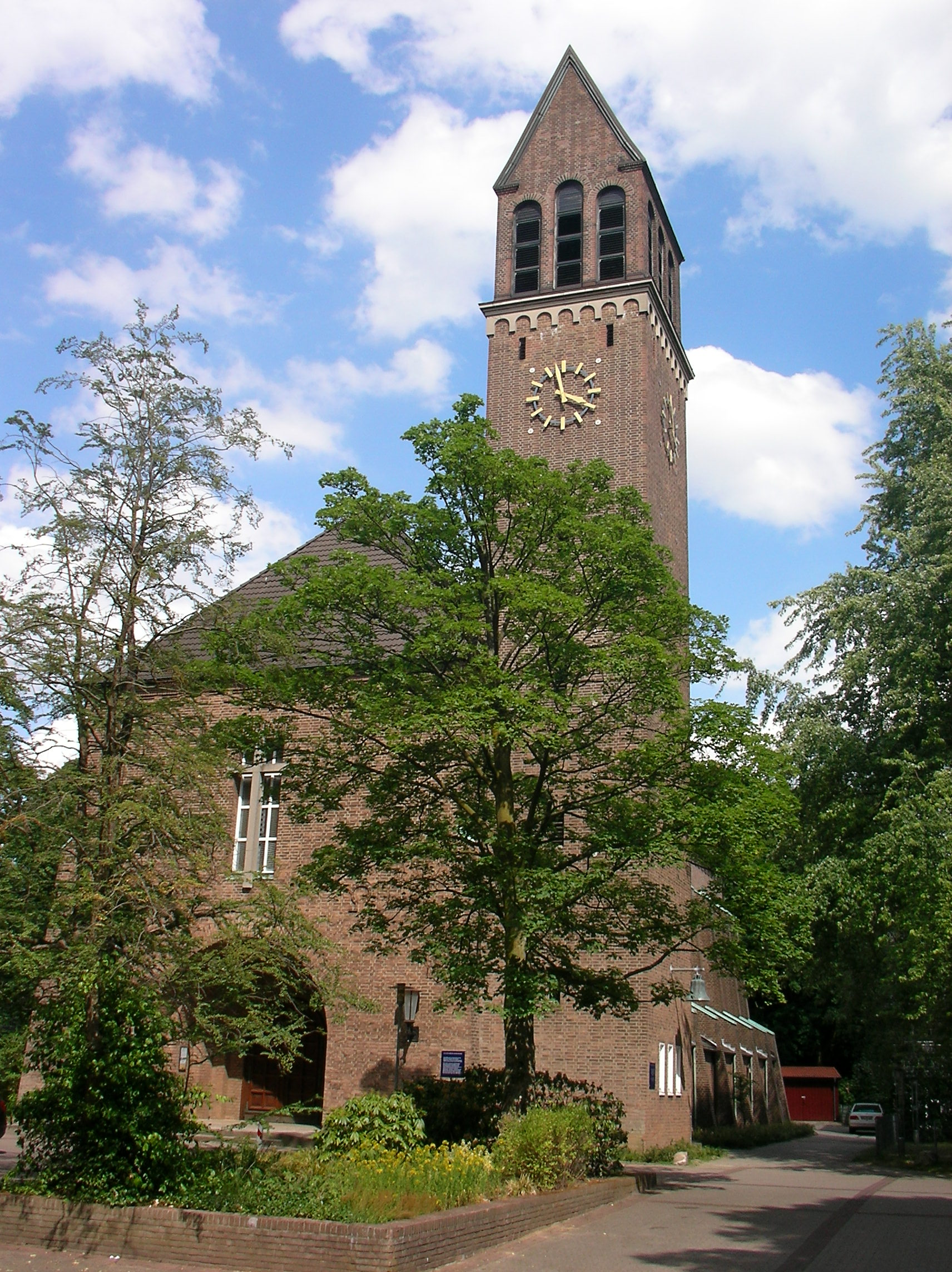
Kirche am Rockenhof mit ihrem hohen Turm
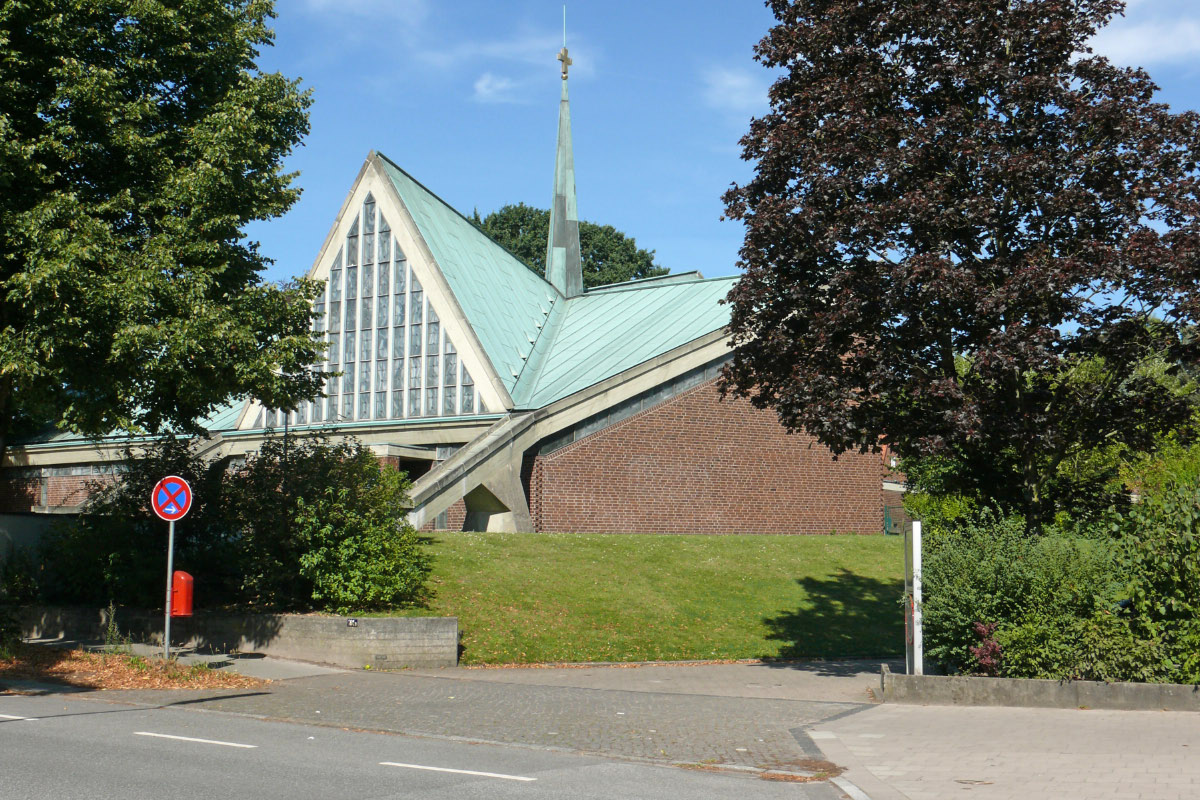
Röm.-kath. Heilig Kreuz-Kirche
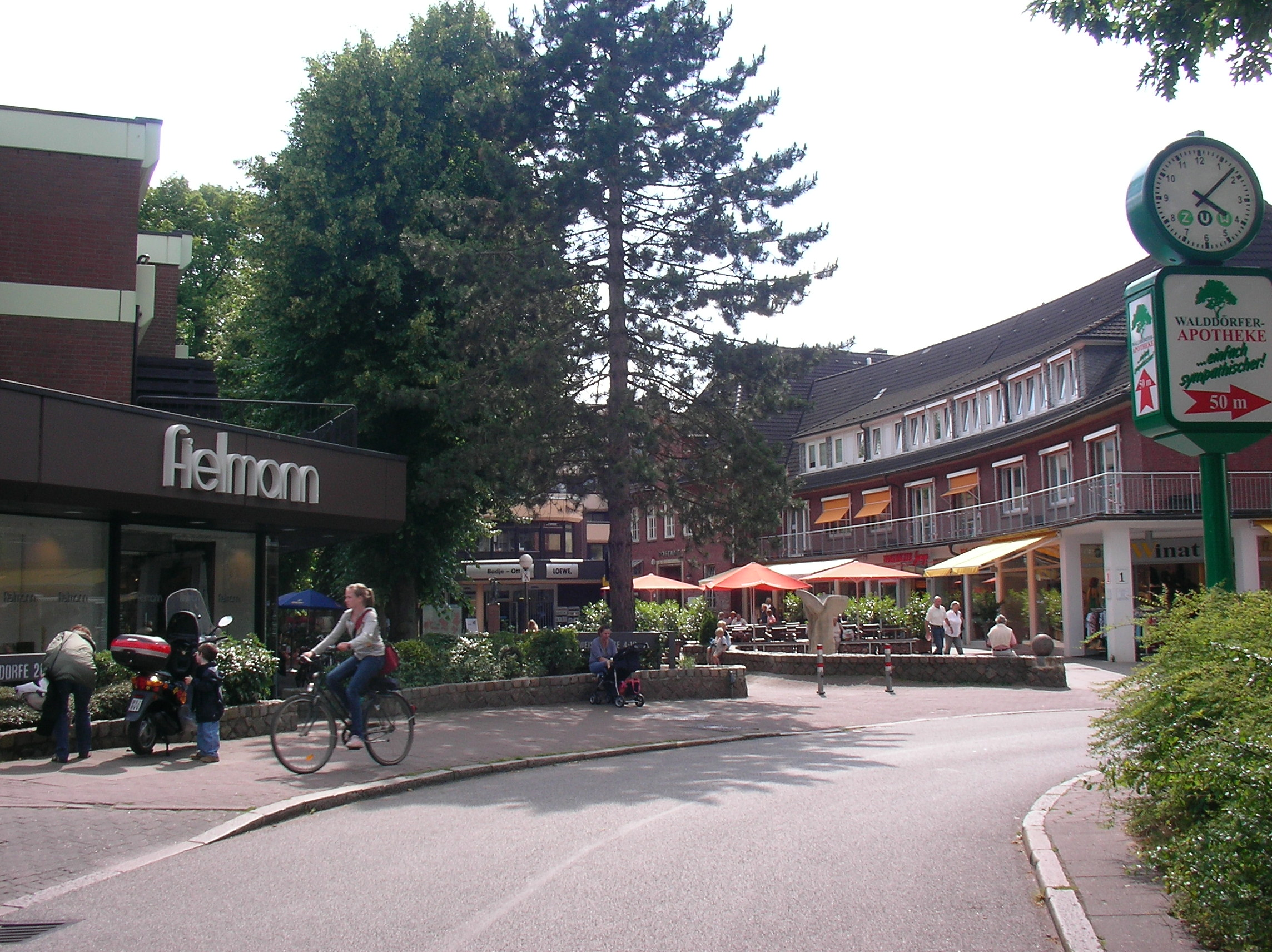
Straße Im alten Dorfe mit Blick auf den Platz Weiße Rose
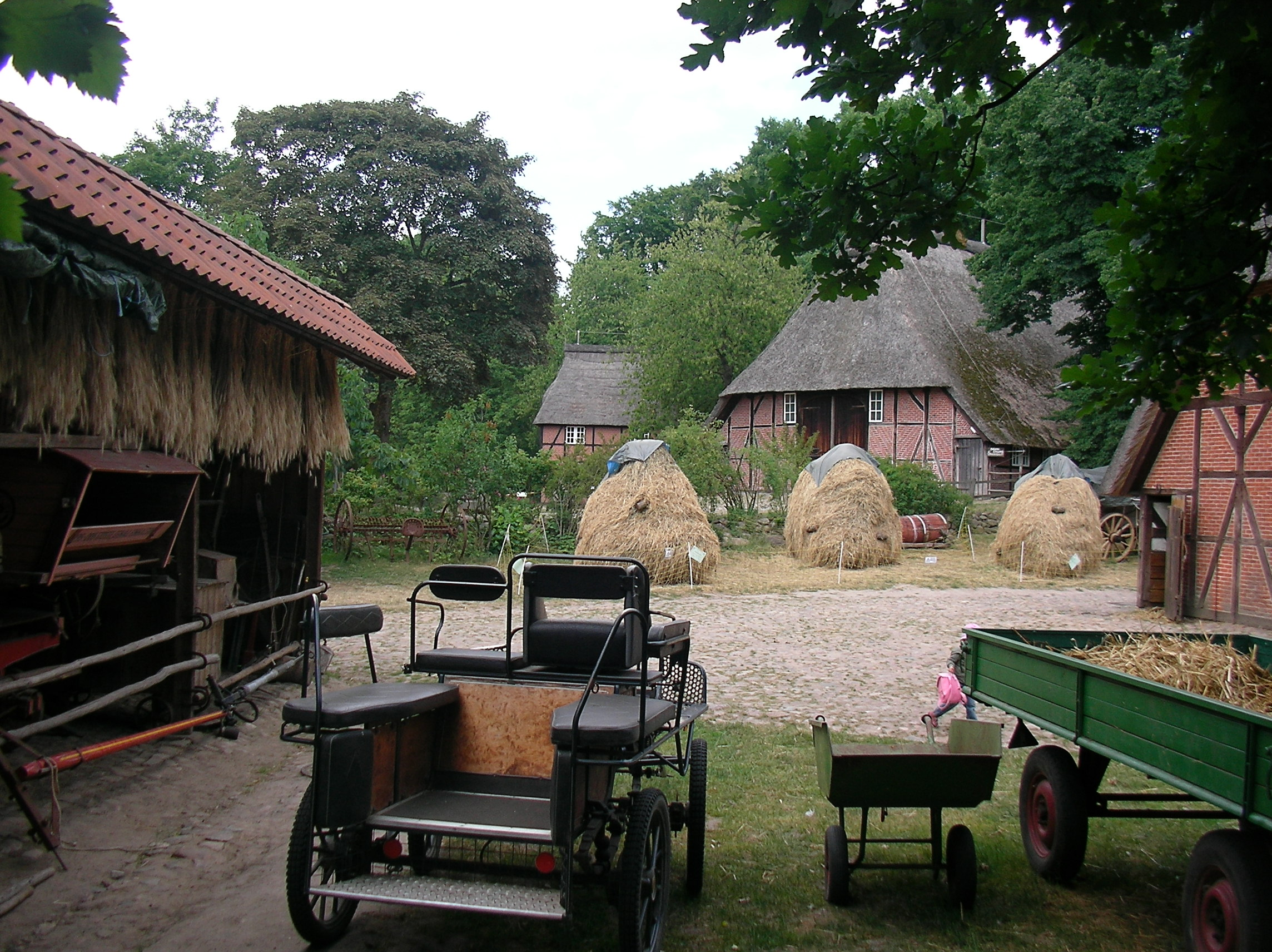
Freilichtmuseum Museumsdorf Volksdorf
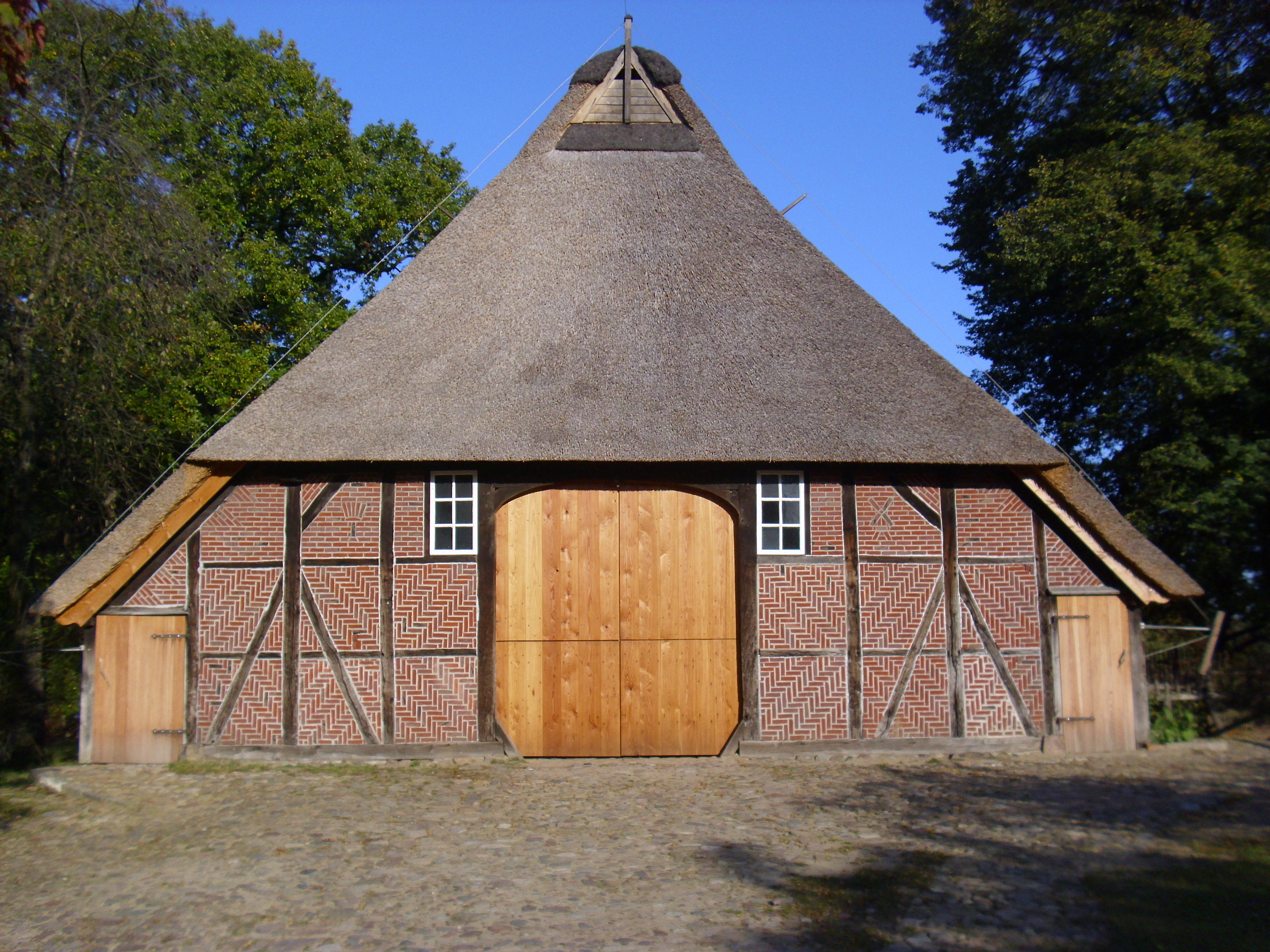
Spiekerhus (Museumsdorf Hamburg-Volksdorf)
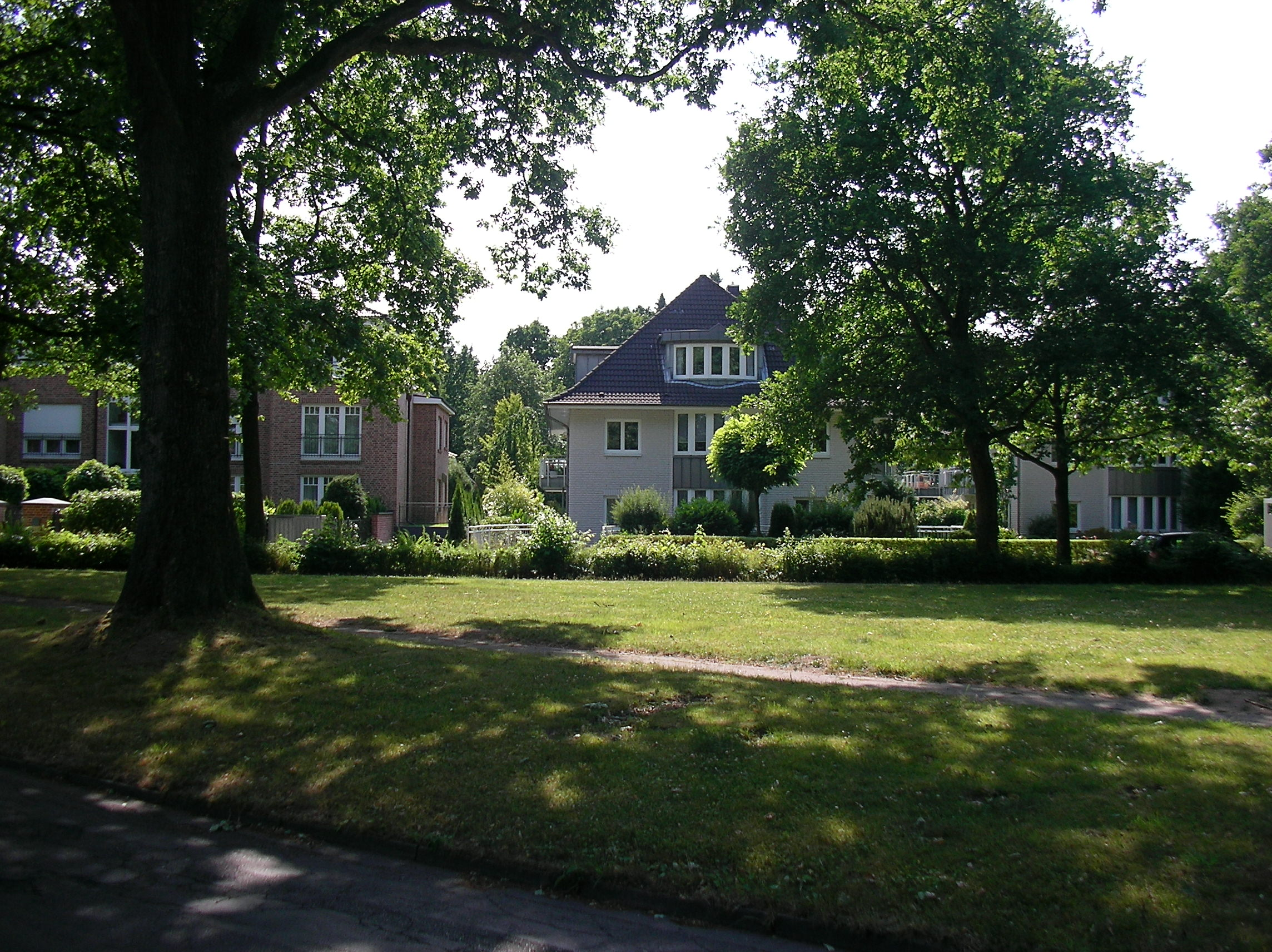
Wohngebiet im Norden am Buckhorn
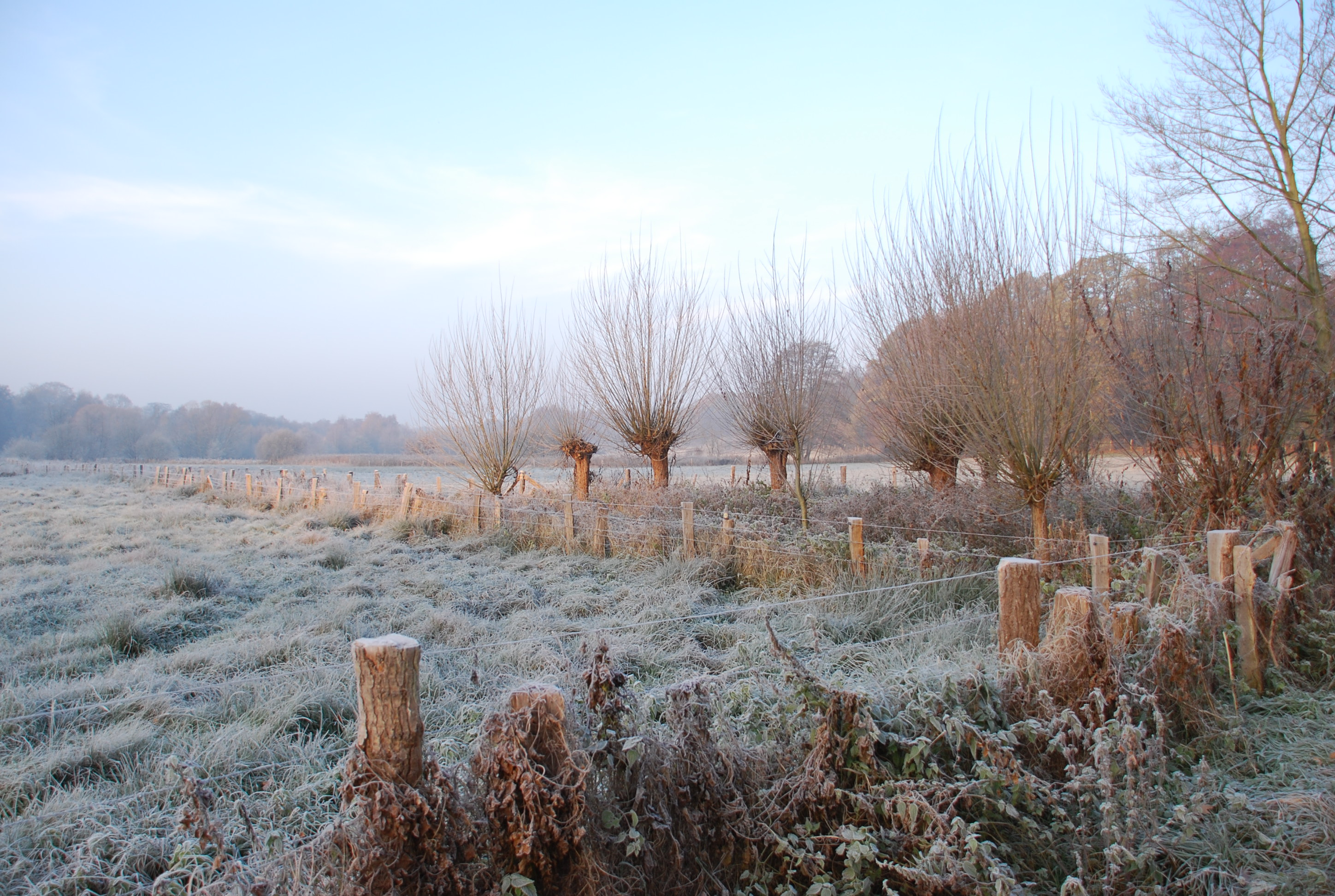
Naturschutzgebiet Teichwiesen
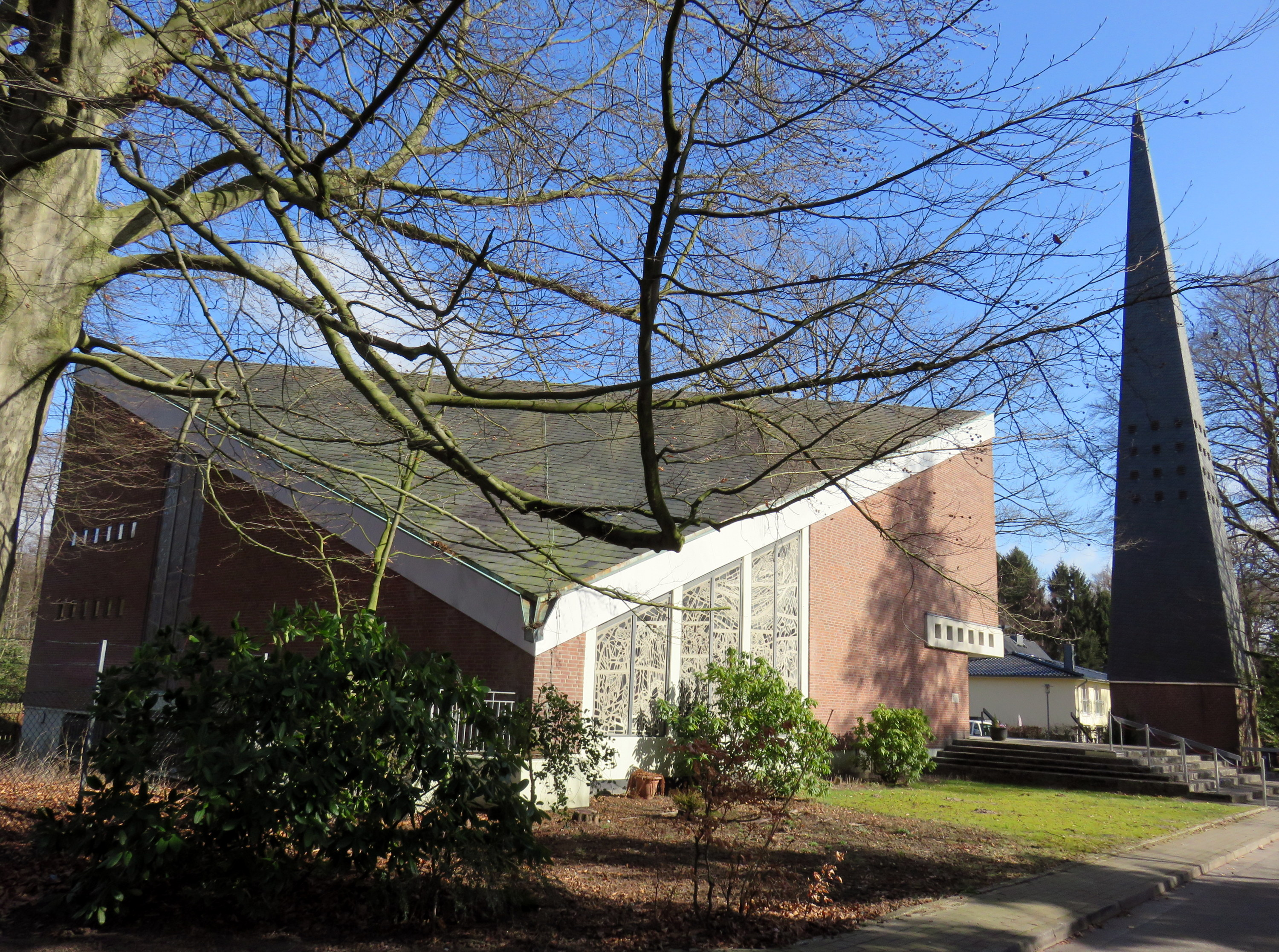
Evangelische Kirche St. Gabriel aus dem Jahre 1968.

## Persönlichkeiten
- Emil Maetzel (1877–1955), Architekt, Maler, Grafiker und Bildhauer, lebte in Volksdorf
- Arnim Petersen (1880–1952), Drehbuchautor
- Ernst Rowohlt (1887–1960), Verleger, lebte in Volksdorf und wurde auf dem Friedhof Volksdorf beigesetzt
- Harry Rowohlt (1945–2015), Schriftsteller, Hörbuchsprecher, Kolumnist, Übersetzer, Rezitator und Schauspieler, aufgewachsen in Volksdorf und machte das Abitur am Walddörfer-Gymnasium
- Dieter Einfeldt (* 1935), Komponist und Professor em., lebt in Volksdorf
- Hans Uldall (1903–1983), Komponist und Dirigent, lebte in Volksdorf
- Boy Gobert (1925–1986), deutsch-österreichischer Theaterintendant, Theaterregisseur, Theaterschauspieler und Filmschauspieler, aufgewachsen in Volksdorf und machte das Abitur am Walddörfer-Gymnasium
- Johannes Schult (1884–1965), Pädagoge, Oberschulrat und sozialdemokratischer Politiker
- Wolfgang Schult (* 1942), Kirchenmusiker und Musikwissenschaftler, Träger des Bundesverdienstkreuz, in Volksdorf geboren.
- Theo Sommer (1930–2022), Historiker und Publizist, lebte in Volksdorf
- Hans Apel (1932–2011), Ökonom und Politiker, lebte in Volksdorf
- Edgar Hoppe (* 1937), Schauspieler und Synchronsprecher, lebt in Volksdorf
- Peter Krämer (1950–2017), Reeder, aufgewachsen in Volksdorf und machte das Abitur am Walddörfer-Gymnasium
- Ole von Beust (* 1955), Politiker und Lobbyist, machte 1973 das Abitur am Walddörfer-Gymnasium
- Andreas Dressel (* 1975), Politiker, aufgewachsen in Volksdorf und lebt hier

## Sonstiges
Die Autorin Tina Uebel porträtiert den Stadtteil und seine Bewohner in ihrem 2011 erschienenen Roman Last Exit Volksdorf.